# 博洛尼亚加尔都西会修道院
博洛尼亚加尔都西会修道院（Certosa di Bologna）是一个原加尔都西会修道院，位于意大利北部博洛尼亚，创建于1334年，1797年被取缔。1801年改为公墓，曾受到拜伦等人的高度赞扬。1869年，这里发现了一个伊特拉斯坎墓地，从公元前六世纪到三世纪使用。
修道院位于城墙外，瓜尔迪亚山和圣路加的圣母朝圣地的脚下。

## 教堂
教堂供奉圣热罗尼莫。正祭台上面的画作是巴托洛梅奥·塞西的《十字架》，左边是《客西马尼园的祈祷》，右边是《下十字架》，也是塞西的作品。1538年，比亚吉奥·德马尔基修复了被查理五世皇帝的雇佣军國土傭僕烧毁的木制镶嵌咏经团席位。大型（450 x 350厘米）系列画耶稣生平包括了乔瓦尼·安德里亚·西拉尼的《基督在西门家》（1652年）、伊丽莎白·西拉尼的《基督的洗礼》（1658年）、弗朗切斯科·格西的《洁净圣殿》（1645年）、乔瓦尼·玛丽亚·加里·达比比纳的《耶稣升天》（1651年）、洛伦佐·帕西内利的《进入耶路撒冷》（1657年）、多梅尼科·玛丽亚·卡努蒂，以及那不勒斯人努齐奥·罗西的《牧羊人的崇拜》。还有一些加尔都西会殉道者的画作，包括英国人真福威廉·埃克缪、真福多默·约翰逊、真福理查德·贝雷和真福多默·格林。
安东尼奥·维瓦里尼、巴托洛梅奥·维瓦里尼、卢多维科·卡拉齐和阿戈斯蒂诺·卡拉齐的其他作品,都被拿破仑带到巴黎，归还博洛尼亚时，存放在國立波隆那畫廊。

## 墓地
公墓成立于1801年，利用了修道院建筑, 建于14世纪中叶，1797年被拿破仑关闭。当地贵族对纪念性家族坟墓的热情，将加尔都西会修道院变成了露天博物馆，意大利壯遊的一站:拜伦、狄更斯、特奥多尔·蒙森和司汤达都曾来此参观。尤其是第三个回廊值得注意，是一次新古典主义建筑之旅，启蒙时代符号。有些坟墓是蛋彩畫, 还有些是粉饰灰泥。
博洛尼亚加尔都西会修道院与欧洲其他纪念性墓地的一个区别，是它对空间使用的复杂表达。以最初的修道院为核心，增加了小屋，房间和门廊

## 坟墓
埋葬在博洛尼亚加尔都西会修道院的有以下名人：
- 法里内利 (1705–1782)， 歌手
- 马尔科·明格蒂 (1818–1886)，意大利总理
- 焦苏埃·卡尔杜奇 (1835–1907), 诗人
- 奥托里诺·雷斯庇基 (1879–1936), 作曲家
- 乔治·莫兰迪 (1890–1964)，画家
- 费鲁齐欧·兰博基尼 (1916–1993)，实业家
- 卢乔·达拉 (1943–2012)，歌手